# Burg Hartenstein (Eimelrod)
Die Burg Hartenstein ist eine abgegangene Höhenburg auf 559 m ü. NHN bei Eimelrod, einem Ortsteil der Gemeinde Willingen im nordhessischen Landkreis Waldeck-Frankenberg.

## Geschichte
Eimelrod gehörte zur Herrschaft Itter. Landgraf Heinrich II. von Hessen versprach den Herren von Itter, ihnen beim Bau dieser Burg, zur Sicherung ihres Gebietes, beizustehen. Die Burg wurde auf dem „Heissenstein“, einem Bergsporn östlich von Eimelrod erbaut. Im Jahr 1347 wurde sie erstmals urkundlich erwähnt. Das Erzbistum Mainz erhob aufgrund eines Vertrages aus dem Jahr 1355 mit Hessen Einspruch gegen den Bau, und man begann mit dem vollständigen Abbruch im Jahre 1356.  Die Burg bestand somit nur wenige Jahre. Sichtbare Reste sind nicht vorhanden.
Das ehemalige ittersche Gebiet wurde später eine hessen-darmstädtische Enklave inmitten der Grafschaft Waldeck. Erst nach dem Anschluss Waldecks 1929 an Preußen kam diese Enklave zum Kreis des Eisenbergs.